# قراز ألاغواس
 قراز ألاغواس (الاسم العلمي:Mitu mitu) هو نوع من الطيور يتبع جنس القراز ميتو من فصيلة القرازية.
هذا النوع منقرض في البرية.